# Actinopodidae
Los actinopódidos (Actinopodidae) son una familia de arañas migalomorfas.

## Sistemática
Taxonomía
De acuerdo con el Catálogo mundial de arañas, se reconocen tres géneros válidos:
- Actinopus Perty, 1833 - Distribuidas por América del Sur.
- Missulena Walckenaer, 1805 - Distribuidas por Australia y Chile.
- Plesiolema Goloboff y Platnik, 1987 - Distribuidas por Chile